# Варжекова, Габриэла
Габриэла Варжекова (чеш. Gabriela Vařeková; род. 18 июня 1987, Штернберк, Североморавский край) — чешская гребчиха, выступавшая за сборную Чехии по академической гребле в 2000-х годах. Чемпионка Европы, победительница и призёрка первенств национального значения, участница летних Олимпийских игр в Пекине.

## Биография
Габриэла Варжекова родилась 18 июня 1987 года в городе Штернберк, Чехословакия. Проходила подготовку в Праге в столичном гребном клубе «Славия».
Впервые заявила о себе в академической гребле на международном уровне в сезоне 2002 года, когда вошла в состав чешской национальной сборной и выступила на юниорском мировом первенстве в Тракае, где в зачёте восьмёрок стала пятой. Год спустя на юниорском мировом первенстве в Афинах показала четвёртый результат в парных четвёрках. Ещё через год на аналогичных соревнованиях в Баньолесе одержала победу в программе парных двоек, кроме того, в этом сезоне дебютировала в Кубке мира, в частности заняла 14-е место на этапе в Мюнхене. В 2005 году на юниорском мировом первенстве в Бранденбурге вновь была лучшей в парных двойках.
В 2006 году в парных двойках выиграла бронзовую медаль на этапе Кубка мира в Мюнхене, победила на молодёжном мировом первенстве в Хазевинкеле, заняла седьмое место на чемпионате мира в Итоне.
В 2007 году в парных двойках взяла бронзу на этапе Кубка мира в Амстердаме, завоевала золото на молодёжном мировом первенстве в Глазго и на чемпионате Европы в Познани, тогда как на чемпионате мира в Мюнхене пришла к финишу пятой.
Благодаря череде удачных выступлений удостоилась права защищать честь страны на летних Олимпийских играх 2008 года в Пекине. Вместе с напарницей Йиткой Антошовой в парных двойках финишировала второй на предварительном квалификационном этапе, затем через дополнительный отборочный заезд прошла в главный финал А, где в конечном счёте чешские гребчихи стали шестыми (Атошова при этом в решающем заезде не стартовала, здесь её заменила Мирослава Кнапкова).
После пекинской Олимпиады Варжекова больше не показывала сколько-нибудь значимых результатов в академической гребле на международной арене.